# GSC9242-879
GSC9242-879 — хімічно пекулярна зоря спектрального класу A1, що має видиму зоряну величину в смузі V приблизно  7,3.

## Пекулярний хімічний склад
Зоряна атмосфера GSC9242-879 має підвищений вміст 
Cr
.